# The Gun Man
The Gun Man est un film muet américain réalisé par Allan Dwan et sorti en 1911.

## Fiche technique
- Réalisation : Allan Dwan
- Date de sortie : États-Unis : 18 septembre 1911

## Distribution
- J. Warren Kerrigan : Curly Hitchcock
- Pauline Bush : Edna Curtis
- Jack Richardson : Bill Fremont